# ヴァルトラッハ
ヴァルトラッハ (独: Waldrach) はドイツ連邦共和国 ラインラント＝プファルツ州トリーア＝ザールブルク郡の町村。2005年11月からルーヴァ連合自治体 (独: Verbandsgemeinde Ruwer) の行政庁所在地となっている。